# Пысса
Пы́сса — река в Удорском районе Республики Коми, левый приток реки Мезень.
Длина — 164 км, площадь водосборного бассейна — 1160 км². Питание смешанное, с преобладанием снегового. Замерзает в конце октября — начале ноября, вскрывается в начале мая.
Крупнейший приток — Субась (левый).
Пысса начинается на западе Республики Коми, течёт на всём протяжении на восток вдоль границы Архангельской области по лесистой, ненаселённой местности. Русло извилистое, течение слабое.
В месте впадения Пыссы в Мезень стоит село Большая Пысса.
Ранее по реке проводился лесосплав.